# Hortensia Bussi
Mercedes Hortensia Bussi Soto, conosciuta anche come Hortensia Bussi de Allende o La Tencha (Valparaíso, 22 luglio 1914 – Santiago del Cile, 18 giugno 2009), è stata una first lady cilena, moglie del presidente del Cile Salvador Allende Gossens.

## Biografia
Laureata in storia e geografia all'Universidad de Chile sposò Allende il 17 marzo 1940. Dall'unione ebbe tre figlie: Beatriz Ximena (1943-1977), Carmen Paz (1944) e Isabel (1945). 
Dopo il colpo di Stato del 1973 fu esiliata in Messico da cui denunciò a tutto il mondo le atrocità e le violazioni dei diritti umani della dittatura militare di Pinochet.
Ritornò in Cile il 24 settembre 1988.